# Csésze (edény)

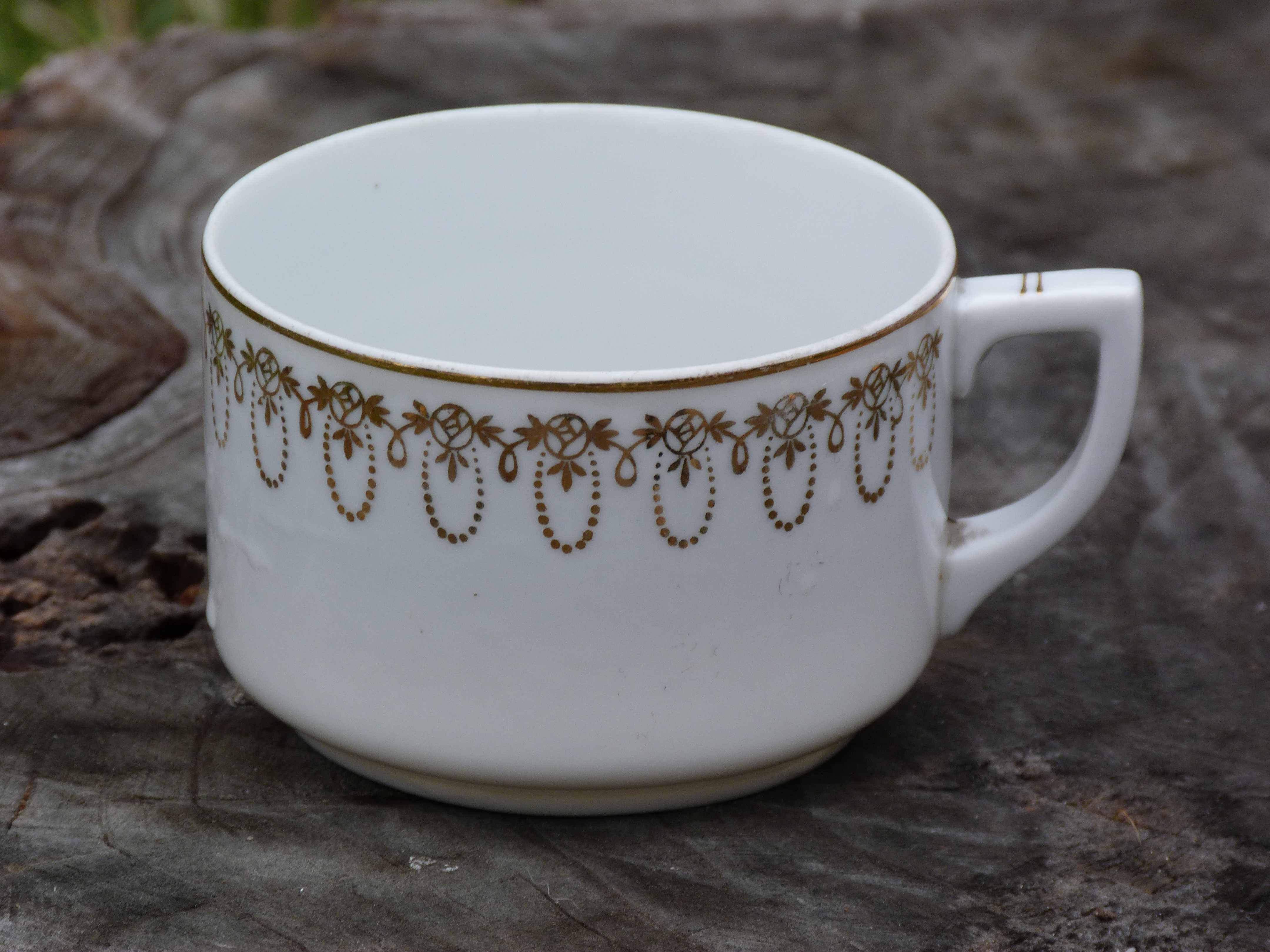
Pohár - Drasche Gyár, Kőbánya

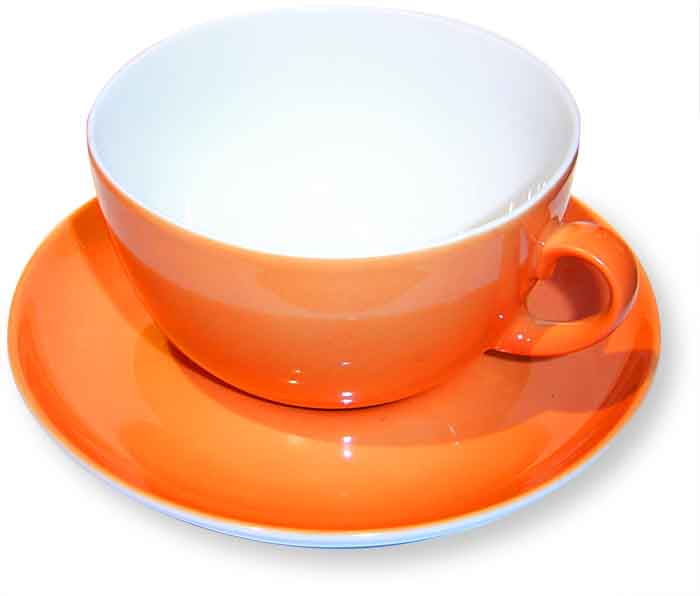
Csésze és csészealj

A csésze egy henger alakú ivóedény, amely rendszerint egyenes oldalfalú, vagy alulról fölfelé szélesedik, néha a közepén hasasan kidomborul és lapos, széles alja (talpa) van, hogy megállhasson. Mérete a 0,5 — 2,5 dl-esig sokféle lehet.

## Anyaga
Eredetileg agyagból vagy fából készítették, később elefántcsontból, nemes ércekből s különösen ezüstből (már a rómaiak korában), majd a 16. század óta művésziesen kidolgozott üvegből, napjainkban pedig sokszor kerámiából, műanyagból is. A mai asztaldíszben fontos szerep jutott az üvegből, bronzból vagy nemesfémből készített csészéknek. 

## Mérőeszközként
A konyhai mérésekre használt csésze térfogata általában 2,5 dl-es. 

## Fajtái
Az ivóedény fajtái főleg arról az italról kapták nevüket, amelyeket a különböző méretű csészékből fogyasztanak. (Mokkás, kávés, teás stb.) 